# Galego (Piedade)
Galego é uma localidade costeira portuguesa da freguesia da Piedade, concelho da Lajes do Pico, ilha do Pico, arquipélago dos Açores.
Este povoado encontra-se próximo ao povoado do Calhau, do promontório da Ponta da Baleia e da Baía do Calhau. Aqui localiza-se o Cais do Galego.